# یونیفرم مدرسه
یونیفرم مدرسه (به انگلیسی: School Uniform) یک لباس فرم برای دانش آموزان است که اغلب برای یک مدرسه یا یک مؤسسه آموزشی پوشیده می‌شود. این لباس در دوره های ابتدایی و متوسطه متفاوت است.

## تأثیر
پژوهشی منتشرشده در The Journal of Educational Research توسط David L. Brunsma از دانشگاه آلاباما و Kerry A. Rockquemore از دانشگاه نوتردام اظهار می‌دارد:
یافته‌ها مشخص کرده که یونیفورم دانش‌آموزان اثر مستقیمی بر فهم مفاهیم، مشکلات رفتاری یا حضور ندارد. اثر منفی یونیفورم‌ها برای موفقیت‌های تحصیلی دانش‌آموزان یافت شده‌است.
همچنین برخی از خانواده برای هزینه های مالی این یونیفرم ها درآمد کافی ندارند.

## قدمت
ردیابی ریشه های آن بسیار دشوار است زیرا هیچ سابقه مکتوبی وجود ندارد. اعتقاد بر این است که لباس فرم مدارس برای اولین بار در قرن 16 در انگلستان استفاده شده است. اعتقاد بر این است که مدرسه بیمارستان مسیح در انگلستان در سال 1552 اولین مدرسه ای بود که از لباس فرم مدرسه استفاده می کرده. به دانش آموزان یک لباس فرم داده شد که مهمترین آنها شامل یک کت آبی بلند و جوراب های زرد تا زانو بود.  یونیفرم تقریباً مشابهی که هنوز دانش آموزان حاضر در مدرسه امروزه از آن استفاده می کنند. اولین اثبات مستند استفاده نهادینه از لباس فرم دانشگاهی به سال 1222 برمی گردد که اسقف اعظم وقت کانتربری بر پوشیدن cappa clausa دستور داد.  این شیوه رهبانی و آکادمیک در انگلستان به لباس های متحد تبدیل شد ، به ویژه در مدارس خیریه که لباس های یکنواخت اغلب برای کودکان فقیر ارائه می شد. دانشگاه ها ، مدارس ابتدایی و دبیرستان از لباس فرم به عنوان نشانه وضعیت کلاس استفاده می کردند.  
لباس فرم ها در سال های اخیر با تغییر قوانین پوشش اجتماعی تغییرات بسیاری کرده است.